# John Carter (film)
John Carter är en amerikansk science fiction-film från 2012, i regi av Andrew Stanton. Filmen är baserad på Edgar Rice Burroughs serie Barsoom. Handlingen kretsar kring inbördeskrigsvetranen John Carter (Taylor Kitsch) som blir skickad till Barsoom (Mars), där han upptäcker en grönskande, annorlunda planet vars invånare är 3,5 meter långa gröna barbarer. Han blir tillfångatagen av dessa varelser, men flyr, och träffar då Dejah Thoris (Lynn Collins), prinsessan av Helium.
Filmen har kallats den största floppen någonsin (2012), då filmen gick med förlust med 200 miljoner dollar.

## Rollista (i urval)
- Taylor Kitsch – John Carter
- Lynn Collins – Dejah Thoris
- Willem Dafoe – Tars Tarkas
- Thomas Haden Church – Tal Hajus
- Samantha Morton – Sola
- Dominic West – Sab Than
- Polly Walker – Sarkoja
- James Purefoy – Kantos Kan
- Mark Strong – Matai Shang
- Ciarán Hinds – Tardos Mors
- Daryl Sabara – Edgar Rice Burroughs